# Гравітаційне відхилення світла
Гравітаційне відхилення світла — змінення напряму поширення світла в гравітаційному полі. Є наслідком принципу еквівалентності. Вперше обчислив А. Ейнштейн 1916 року. Важливим наслідком гравітаційного відхилення світла є ефект гравітаційного лінзування в астрономії.

## Механіка Ньютона
Вважатимемо світло потоком фотонів з масою {\displaystyle m} та швидкістю {\displaystyle c}, що пролітає з прицільною віддаллю {\displaystyle R} біля матеріальної точки з масою {\displaystyle M}. Спрямуємо вісь {\displaystyle X} координатної системи вздовж прицільної віддалі, а вісь {\displaystyle Y} — перпендикулярно до неї. Відповідно до закону всесвітнього тяжіння, поперечна сила {\displaystyle F_{x}}, що діє на фотон з координатами {\displaystyle R,y} дорівнює {\displaystyle F_{x}=-GMm{\frac {R}{(R^{2}+y^{2})^{3/2}}}}, де {\displaystyle y} вимірюється перпендикулярно до прицільної віддалі. Відповідно до теореми про зміну моменту кількості руху, зміна імпульсу фотона в поперечному напрямку дорівнює імпульсу поперечної сили: {\displaystyle \Delta P=m\Delta v=\int F_{x}dt=\int F_{x}{\frac {dy}{c}}={\frac {1}{c}}\int F_{x}dy}. Для зміни швидкості фотона у поперечному напрямку отримуємо: {\displaystyle \Delta v\approx -{\frac {2GMR}{c}}\int _{0}^{\infty }{\frac {dy}{(R^{2}+y^{2})^{3/2}}}\approx -{\frac {2GM}{cR}}}. Отже, кутове відхилення променя світла в гравітаційному полі, згідно з механікою Ньютона, дорівнює {\displaystyle \varphi \approx {\frac {\Delta v}{c}}\approx {\frac {2GM}{Rc^{2}}}}.

## Загальна теорія відносності
У загальній теорії відносності відхилення променя світла в гравітаційному полі обчислюють, виходячи з рівнянь руху {\displaystyle {\frac {d^{2}x^{\mu }}{dp^{2}}}+\Gamma _{\nu \lambda }^{\mu }{\frac {dx^{\nu }}{dp}}{\frac {dx^{\lambda }}{dp}}=0}, де {\displaystyle p} — аналог інтервалу для нульових геодезичних, а {\displaystyle \Gamma _{\nu \lambda }^{\mu }} — символи Крістофеля. Результатом обчислень є удвічі більша величина, ніж у механіці Ньютона: {\displaystyle \varphi ={\frac {4GM}{Rc^{2}}}}. Її підтверджено численними експериментами.